# Хималайска кафява мечка
 Тази статия е за подвида на кафявата мечка.  За самостоятелния вид вижте Хималайска мечка.  
Хималайската кафява мечка (Ursus arctos isabellinus) е подвид на кафявата мечка – едър бозайник от семейство Мечкови (Ursidae).
Разпространена е в Хималаите, на територията на Пакистан, Индия, Китай и Непал, а в Бутан вероятно е изчезнала. С дължина до 2,2 метра, хималайските кафяви мечки са най-едрите животни в Хималаите и обикновено имат пясъчна или червеникаво-кафява окраска. Всеядни са и се хранят с трева, корени, плодове, други части на растения, насекоми и дребни бозайници, като понякога нападат и по-едри животни, включително овце и кози.